# سويفتربانت
سويفتربانت (Swifterbant) هي بلدة هولندية في مقاطعة فليفولاند. هي جزء من بلدية درونتن، وتقع على بعد حوالي 13كم شمال شرق مدينة ليليستاد.
في 1 يناير 2014، بلغ عدد سكان سويفتربانت 6475 نسمة. المنطقة المبنية من البلدة تبلغ 2.42 كـم2 (0.93 ميل2) ، وعدد مساكنها 2350.
أعطت الريادة اسمها إلى ثقافة من العصر الحجري الحديث (ثقافة سويفتربانت) ما بين 5300 و3400 قبل الميلاد.